# Kafol
Kafol je priimek v Sloveniji, ki ga je po podatkih Statističnega urada Republike Slovenije na dan 1. januarja 2011 uporabljalo 81 oseb.

## Znani slovenski nosilci priimka
- Avgust Kafol (1882—1955), gozdar
- Ciril Kafol (1915—1988), gozdar, lesarski strokovnjak
- Filip Jakob Kafol (1819—1864), duhovnik, nabožni pisec, politik
- Franc Kafol (1892—1964), agronom, sadjarski strokovnjak
- Peter Kafol (1936—2020), športni delavec (košarka), prejemnik Bloudkove plakete